# Ableiges
Ableiges ist eine französische Gemeinde mit 1109 Einwohnern (Stand 1. Januar 2022) im Département Val-d’Oise.
Der ursprünglich keltische Ortsname war „Ab Leg“. Die Bewohner nennen sich Ableigeois oder Ableigeoises.

## Geografie
Die Gemeinde Ableiges liegt am Oise-Nebenfluss Viosne, zehn Kilometer nordwestlich der Stadt Pontoise und 45 Kilometer vom Pariser Stadtzentrum entfernt.
Im Osten reicht das Gemeindegebiet bis an den Flughafen Pontoise - Cormeilles-en-Vexin.
Nachbargemeinden von Ableiges sind Frémécourt im Norden, Cormeilles-en-Vexin im Nordosten, Montgeroult im Osten, Courcelles-sur-Viosne im Südosten, Sagy im Süden, Longuesse im Südwesten, Vigny im Westen sowie Us im Nordwesten.
Das Gemeindegebiet gehört zum Regionalen Naturpark Vexin français.

## Geschichte

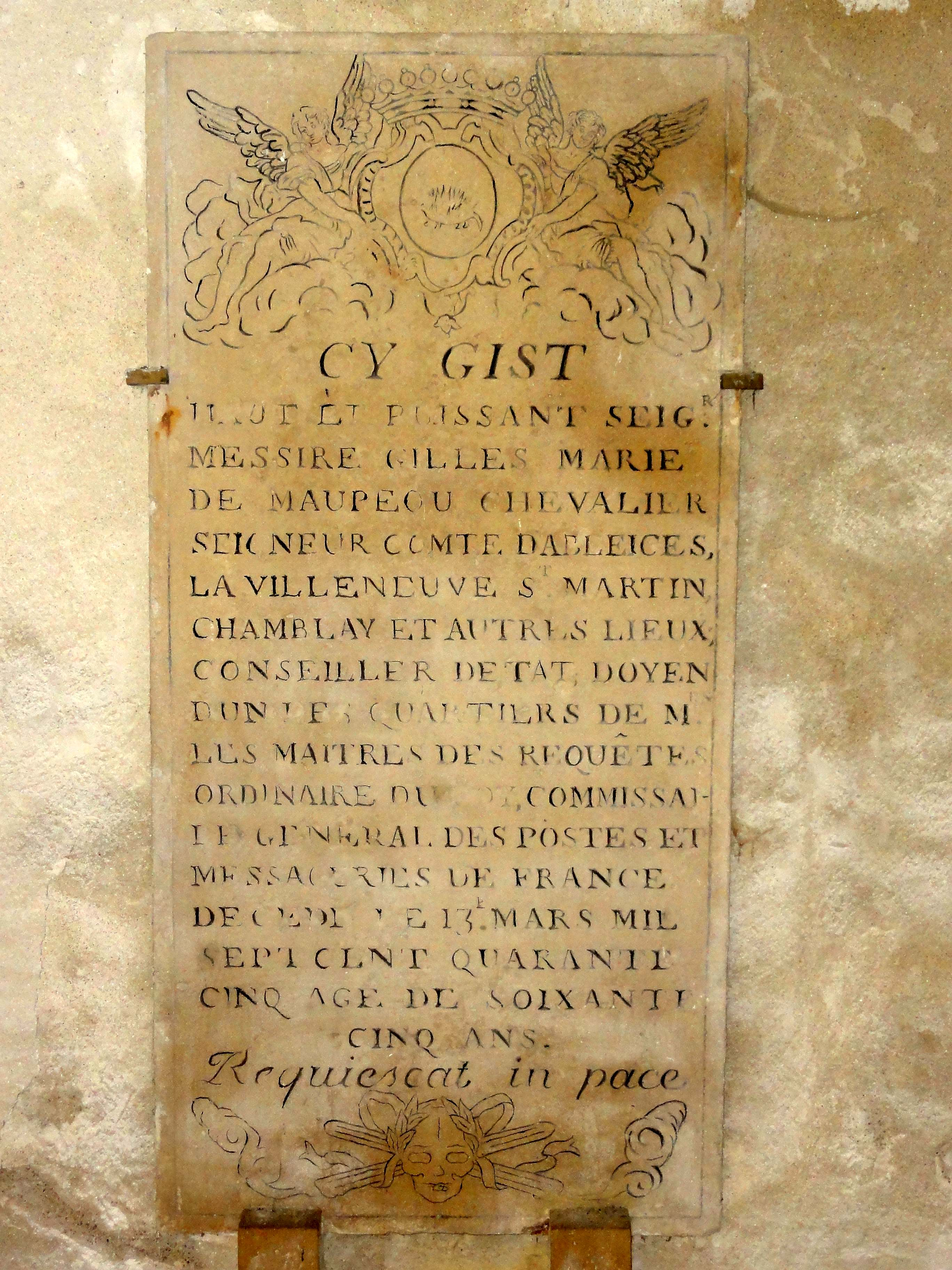
Grabstein für Gilles-Marie de Maupeou († 1745) in der Kirche Notre-Dame-de-l’Assomption in La Villeneuve-Saint-Martin

Auf dem Gemeindegebiet wurde im Jahr 1900 eine merowingische Nekropole entdeckt. 
Die erste schriftliche Überlieferung des Ortes stammt aus dem Jahr 1071, als der Erzbischof von Rouen, Jean de Bayeux, die Kirche der Abtei Saint-Denis übereignete. Lange Zeit übte die Familie Maupeou die Grundherrschaft im Ort aus. Deren Schloss aus dem 14./15. Jahrhundert wurde 1886 abgerissen.

## Sehenswürdigkeiten
- Kirche Saint-Martin, erbaut vom 13. bis 16. Jahrhundert (Monument historique)
- Kirche Notre-Dame-de-l’Assomption im Ortsteil La Villeneuve-Saint-Martin, erbaut im 13. Jahrhundert (Monument historique)
- Taubenturm, erbaut im 17. Jahrhundert

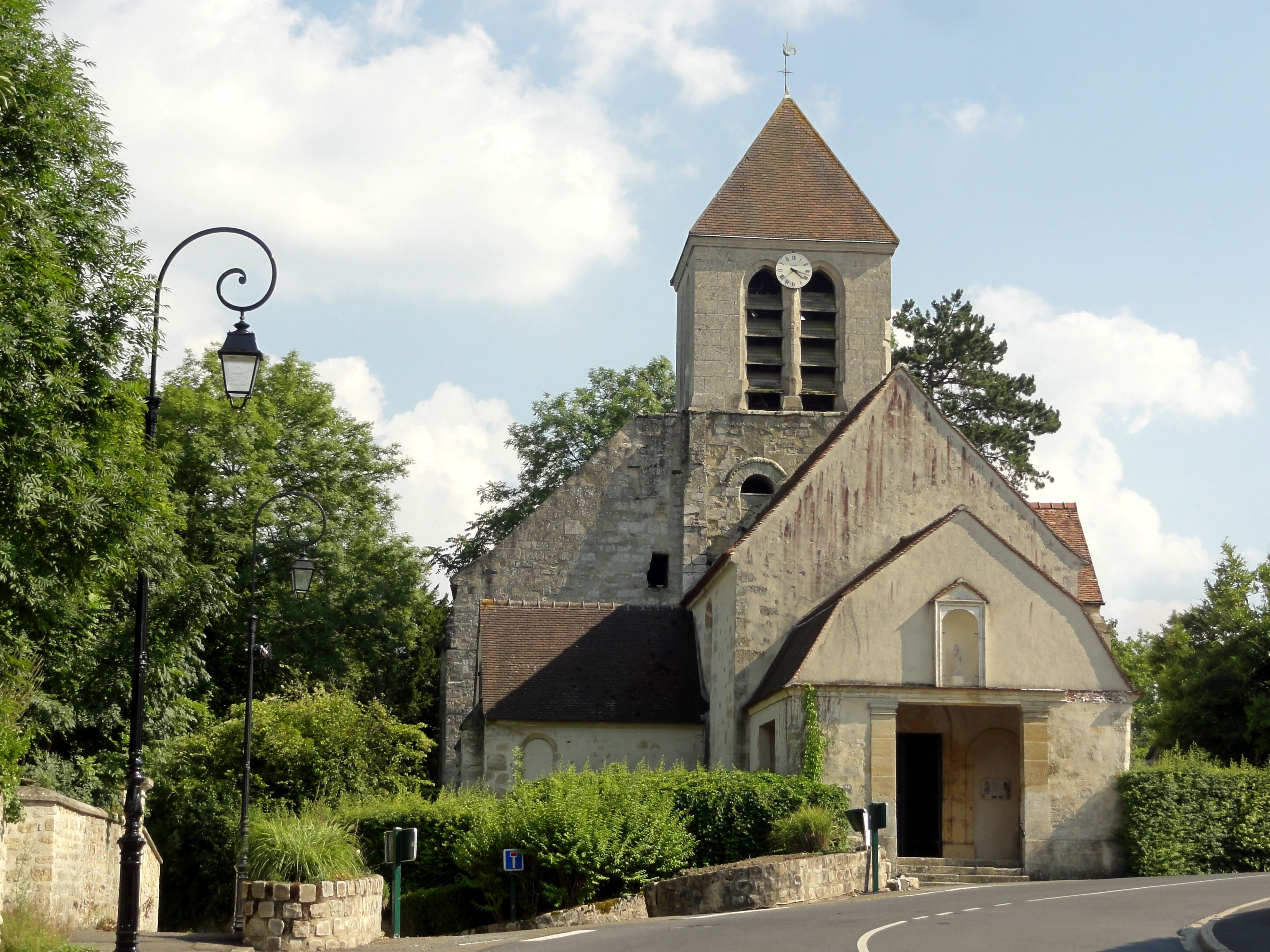
Kirche St. Martin
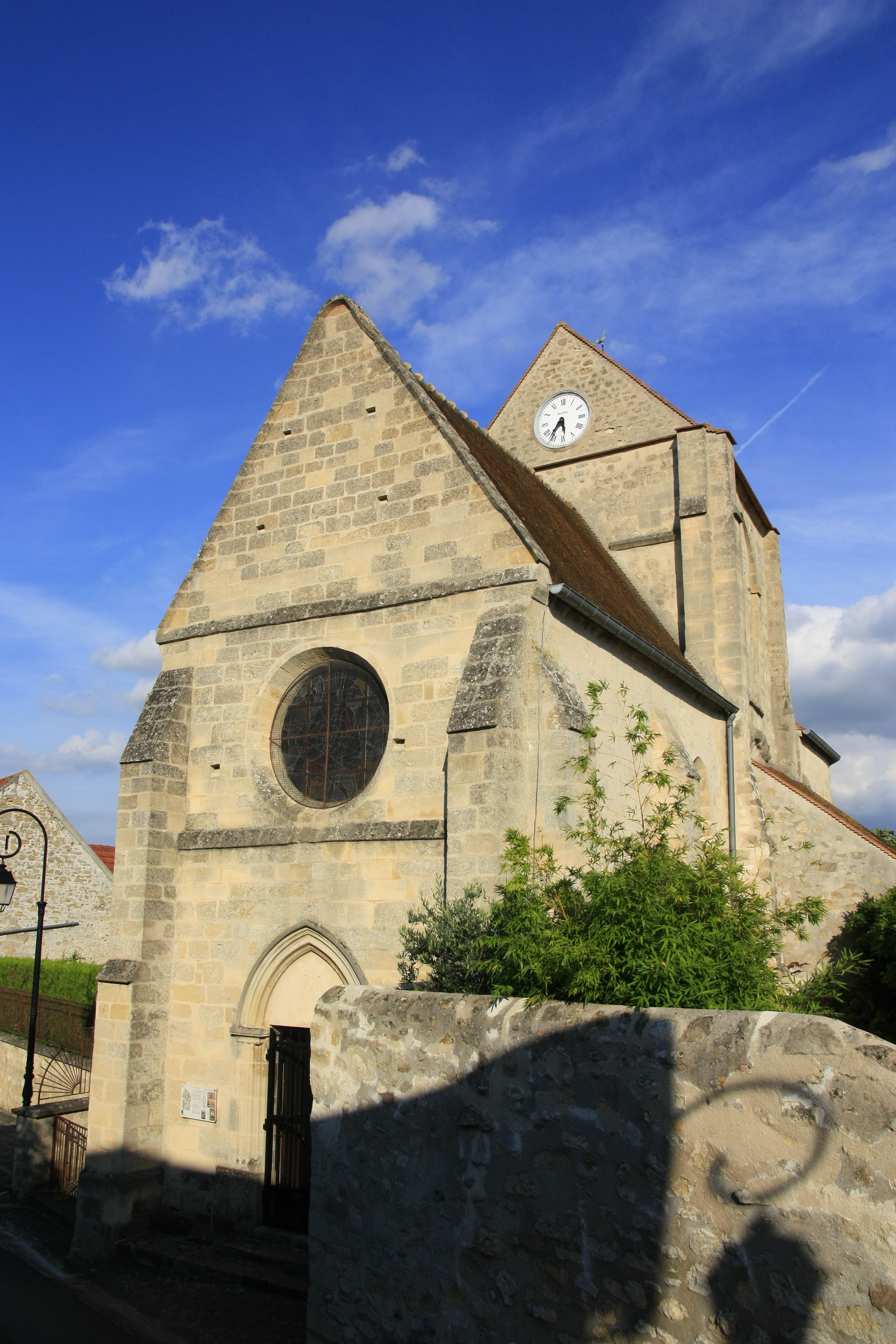
Kirche Notre-Dame-de-l’Assomption in La Villeneuve-Saint-Martin

## Bevölkerungsentwicklung
| Jahr      | 1962 | 1968 | 1975 | 1982 | 1990 | 1999 | 2007 | 2010 | 2021 |
| --------- | ---- | ---- | ---- | ---- | ---- | ---- | ---- | ---- | ---- |
| Einwohner | 428  | 427  | 505  | 807  | 900  | 957  | 946  | 943  | 1107 |